# Сталинград (пароход)
«Сталинград» — советский грузопассажирский пароход типа «Анадырь», служивший в советском торговом флоте в 1933—1942 годах.
Судно было построено на судостроительном заводе № 189 в Ленинграде под заводским номером 203 и эксплуатировалось Главным управлением Северного морского пути (ГУСМП). Было введено в строй в 1933 году.

## Технические данные
- Класс Регистра СССР: Л*Р4/1С *РСМ
- Район плавания: неограниченный.
- Дальность плавания: 3690 миль
- Экипаж и обслуживающий персонал: 73 чел.
- Пассажировместимость: 226 чел.
- Валовая вместимость: 3554 рег.т
- Чистая вместимость: 1473 рег.т
- Дедвейт(полная грузоподъёмность судна): 3015 т
- Длина: 100,49 м
- Ширина: 14,05 м
- Высота борта: 8,75 м
- Осадка : 3,33/6,04 м
- Тип ГД: паровая машина тройного расширения (Балтийский завод, Ленинград, СССР)
- Мощность ГД: 1 х 1605 л. с.
- Скорость: 10,5 уз.
- 4 грузовых трюма общей вместимостью 5126 м³ (киповая), 5383 м³ (насыпью).
- 10 грузовых стрел грузоподъемностью 1 х 30,0 т, 1 х 15,0 т, 2 х 5,0 т и 6 х 3,0 т

## Служба

### Во время спасения «Челюскина»
Основная статья: Челюскин (пароход), Светогоров, Александр Павлович
ХРОНИКА СПАСЕНИЯ
1. РЕШЕНИЕ О ИСПОЛЬЗОВАНИИ "СТАЛИНГРАДА"
13 февраля 1934 года раздавленный льдами пароход «Челюскин» пошел ко дну.
14 февраля 1934 года постановлением Центрального исполнительного комитета (ЦИК) СССР создается Правительственная комиссия по спасению челюскинцев главе с В. В. Куйбышевым, члены комиссии - Н. М. Янсен, С. С. Каменев, И. С. Уншлихт, С. С. Йоффе. Решением комиссии на Чукотке, в Уэлене создана «чрезвычайная тройка» в составе председателя райисполкома Уэлена, представителей Северного пути и погранохраны для руководства и организации эвакуации.
16 февраля 1934 года в 24 час. через Владивостокский погранотряд запрошено мнение начальника ВВС Никифорова о возможности организации перелетов «Савойя» из Петропавловска-на-Камчатке в район аварии. По полученным сведениям, через Камчатку в районе западного побережья Камчатки находится в плавании пароход «Сталинград».
16 февраля 1934 года в 24 час. пограничники через Владивостокский погранотряд запрашивают мнение начальника ВВС Никифорова о возможности организации перелетов гидросамолета «Савойя» из Петропавловска-на-Камчатке в район аварии. Так же получены сведения, через Камчатку, в районе западного побережья Камчатки находится в плавании пароход «Сталинград».
17 февраля 1934 года в 4 час. 15 мин. получено сообщение из Владивостока от Никифорова о невозможности использовать «Савойя», а Правительственной комиссией по спасению челюскинцев получен доклад начальника экспедиции О. Ю. Шмидта о положении дел.
18 февраля 1934 года Правительственной комиссией  пароходу «Сталинград» (находящемуся на западном побережье Камчатки) дается распоряжение направиться в Петропавловск для участия в походе с экспедицией по спасению челюскинцев.
А так же предложено ввиду недостатка лётчиков, имеющих опыт полярных полётов, командировать во Владивосток  лётчика Светогорова для участия в будущей экспедиции в составе трех самолетов Р-5 для оказания помощи экспедиции и команде «Челюскина».
19 февраля 1934 года Петропавловскому погранотряду дается распоряжение подготовить для погрузки к прибытию  парохода «Сталинград» самолеты погранохраны для отправки их в Олюторку, где разгрузить самолеты, откуда последние полетят в Уэлен. Указано, что на «Сталинграде» имеется запаса угля - 560 тонн, плюс 200 тонн пограничного запаса в Петропавловске, и этого хватит для похода до Олюторки.
А в 13 час. 35 мин. пароходу «Смоленск», находящемуся во Владивостокском порту, отдано распоряжение срочно разгрузиться от соли, погрузить уголь для своего похода и для возвращения «Сталинграда», погрузить самолеты Р-5 и все необходимое для экипажа «Челюскина» и срочно направиться вслед за «Сталинградом». Что позволит выиграть почти 20 суток для ускорения помощи...
18 - 23 февраля 1934 года по приказу Правительственной комиссией летчики выделенные для миссии спасения начинают вылетать с мест дислокации и прибывать в опорные точки на Дальнем востоке.
2. ПЕРВЫЙ ПОХОД - НАЧАЛО УЧАСТИЯ В ЭКСПЕДИЦИИ
28 февраля 1934 года в 21 час пароход «Сталинград» командованием капитана П. В. Сиднева отправился из Петропавловска на север, имея на борту 2 самолета АШ-2 с летным составом, 18 тонн бакинского бензина, 1800 кг масла, три радиовьючки РП-1 с 3 радистами.
21 мая 1934 года с Чукотки, из бухты Провидения, на пароходах «Смоленск» и «Сталинград» спасенные челюскинцы отправились через Камчатку (28 мая) во Владивосток  (7—9 июня), а оттуда, на специальном литерном поезде в Хабаровск (10 июня) и оттуда выехали в Москву.

### Во время спасения
В 1939 году, во время легендарного дрейфа «Седова», пароходом «Сталинград» командовал капитан А. Н. Сахаров. Капитаном дрейфующего в то время «Г. Седова» был Константин Сергеевич Бадигин. Экипажу «Сталинграда» была поставлена задача снабжать пресной водой и углем ледокол «И. Сталин» (капитан М. П. Белоусов), который пробивался для спасения к «Г. Седову». После благополучного завершения дрейфа «Г. Седова» суда «Сталинград», «И. Сталин» и «Г. Седов» в конце января 1940 года прибыли в Баренцбург на Шпицберген.

### В составе конвоев
«Сталинград» был одним из десяти грузопассажирских судов класса «Анадырь», построенных для ледовой навигации на Дальнем Востоке, в районе порта Владивосток. Их неофициально называли «дальневосточниками». Изначально они были спроектированы как дизельные суда, но по экономическим причинам были переоборудованы в угольные пароходы. Во Владивостоке не было больших запасов нефти, и большую часть топлива приходилось импортировать, но уголь был дешёвым и широко доступным в регионе.
Во время Второй мировой войны «Сталинград» использовался в Атлантическом и Северном Ледовитом океанах для перевозки грузов из Соединённого Королевства в Россию. В сентябре 1942 года он входил в состав конвоя PQ-18, который 2 сентября вышел из Тайн и направлялся в Северную Россию через Рейкьявик. «Сталинград» был одним из шести советских торговых судов в караване и перевозил груз боеприпасов.
Конвой подвергся атаке со стороны Люфтваффе и подводных лодок. В 09:52 13 сентября, когда конвой находился в 100 милях к юго-западу от Шпицбергена, его заметила U-408, которая выпустила по нему три торпеды. «Сталинград» был поражён одной торпедой, а затем произошёл взрыв котла. Две другие торпеды прошли мимо, но одна из них попала в другой корабль конвоя, «Оливер Эллсворт», которому пришлось резко повернуть влево, чтобы избежать столкновения с торпедированным «Сталинградом».
«Сталинград» получил попадание в середину корпуса с правого борта в один из угольных бункеров. Он затонул всего за три минуты и 48 секунд. Экипажу и пассажирам пришлось покинуть корабль на спасательных шлюпках левого борта, потому что шлюпки правого борта были уничтожены взрывом. Дальнейшие потери произошли, когда одна из шлюпок перевернулась, достигнув воды. Из 87 человек экипажа погиб 21 человек, а 66 выживших были подобраны другими кораблями конвоя.
Капитаном «Сталинграда» в это время был Анатолий Николаевич Сахаров — сын штурмана и капитана парусно-парового судна «Святой Фока» Николая Максимовича Сахарова участвовавшего в экспедиции Георгия Седова к Северному полюсу 1912-4 годов. За отважные действия во время прохождения этого конвоя награжденного крестом «За выдающиеся заслуги» (Великобритания) с надписью «Capt A.N.Sakharov, S.S. Stalingrad / 1943» (1943) (Коллекция Северного морского музея)

## Капитаны
- С 1939 года: Анатолий Николаевич Сахаров.